# Georg Blomqvist
Carl Georg Blomqvist, född den 2 oktober 1915 i Falun, död den 3 april 2001 i Stockholm, var en svensk jurist.
Blomqvist avlade studentexamen 1934 och juris kandidatexamen 1940. Han genomförde tingstjänstgöring i Falu domsaga 1940–1943. Blomqvist började tjänstgöra vid Överståthållarämbetet 1943 och i bevillningsutskottet i riksdagen 1951. Han blev byråchef i justitieombudsmannaämbetet 1958, kammarrättsråd 1963 och divisionsordförande 1964. Blomqvist var lagman i kammarrätten 1972–1981. Han var ledamot av Riksskatteverkets rättsnämnd 1967–1984 samt sekreterare och styrelseledamot i Gålöstiftelsen 1946–1998. Blomqvist blev riddare av Nordstjärneorden 1962 och kommendör av samma orden 1970. Han vilar på Leksands kyrkogård.